# Wulfhelm II
Wulfhelm est un prélat anglo-saxon mort en 956. Il est le quatrième évêque de Wells, de 937 ou 938 à sa mort. Il est généralement appelé Wulfhelm II pour le distinguer de son prédécesseur indirect Wulfhelm Ier.

## Biographie
Wulfhelm apparaît pour la première fois dans les sources en 938, comme témoin de deux chartes (S 440 et 441) du roi Æthelstan. Comme son prédecesseur Ælfheah est mentionné pour la dernière fois en 937, la consécration épiscopale de Wulfhelm a pu avoir lieu soit en 937, soit en 938.
Sous le règne d'Eadred (946-955), Wulfhelm n'apparaît sur les chartes royales que de manière sporadique. Susan Kelly souligne que c'est à l'abbé de Glastonbury Dunstan que le testament du roi confie la mise en œuvre de ses opérations charitables dans le comté du Somerset, qui correspond au diocèse de Wells. Néanmoins, Eadred semble avoir suffisamment eu confiance en Wulfhelm pour lui confier une partie du trésor royal dans ce même testament.
La dernière charte où figure Wulfhelm date de 956, qui doit être l'année de sa mort.